# 卡斯利區

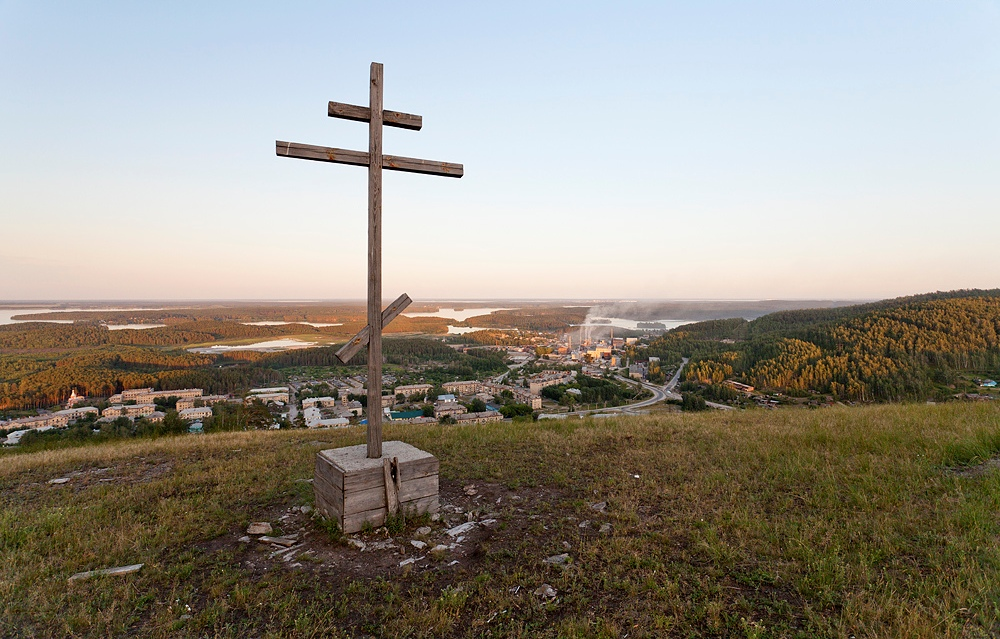

55°53′N 60°45′E / 55.883°N 60.750°E
卡斯利區（俄语：Каслинский район），是俄羅斯的一個區，位於該國西南部，由車里雅賓斯克州負責管轄，面積3,356平方公里，2010年人口17,680，人口密度每平方公里5.27人。